# Sarıyayla, Reşadiye
Sarıyayla là một xã thuộc huyện Reşadiye, tỉnh Tokat, Thổ Nhĩ Kỳ. Dân số thời điểm năm 2011 là 64 người.